# Brucher Bach (Weißach)
Der Brucher Bach ist der Unterlauf eines verzweigten Bachsystems der Backnanger Bucht und ihres umgebenden Bergsaums im baden-württembergischen Rems-Murr-Kreis, in dem der längste Strang von einer Quelle bis zum Ende des Brucher Bachs über 5 km lang ist.
Der Bruchbach selbst fließt nach nur etwa einen Kilometer langem Weg nach Westen bei Oberweissach in der Gemeinde Weissach im Tal mit dem von rechts kommenden Glaitenbach zur Weißach zusammen.

## Name
Der Brucher Bach ist auf einer älteren topographischen Karte vom Anfang des 20. Jahrhunderts als „Druckerbach“ beschriftet. Da der auf der amtlichen Gewässerkarte benutzte Name „Brucher Bach“ plausibel durch den Namen des Ortes Bruch motiviert erscheint, handelt es sich wohl um einen Fehler der alten Karte.

## Geographie

### Verlauf
Der Brucher Bach vereint sich im Weissacher Dorf Bruch gegen das Ortsende zu auf etwa 285 m ü. NHN neben der K 1908 von Althütte-Lutzenberg nach Weissach-Unterweissach aus seinen Oberläufen, die an der bewaldeten Höhenstufe des Höhenrückens entstehen, der sich vom Murrhardter Wald südwestwärts zu den Berglen erstreckt.
Der längere rechte Oberlauf Bubwiesenbach kommt aus dem Ostsüdosten und entsteht unter dem Weiler Lutzenberg, der kürzere linke Oberlauf Langwiesenbach aus dem Südosten entsteht am Brucher Berg unter dem ebenfalls zu Althütte gehörenden Weiler Kallenberg. Beide Oberläufe haben Quellarmbüschel, deren Ursprünge auf bis etwa 475 m ü. NHN liegen.
Der entstandene Bach fließt insgesamt ungefähr westwärts ab und bleibt dabei mehr oder weniger nahe der genannten Kreisstraße. Zunächst folgt er dieser in begradigten und teilweise befestigtem Lauf an ihrem linken Rand, bald und ab dem Ortsende ist er von einer sich natürlich verjüngenden Baumgalerie meist aus Erlen und Eschen begleitet.
Nach knapp einem Drittel seines Laufes wechselt er auf die rechte Straßenseite hinüber. Nun fließt er naturnäher und in größerem Abstand von der Straße weiterhin unter Bäumen am Ufer. Er windet sich stark in einer Wiesenaue, in der sein Bett bis zu zwei Meter tief eingegraben ist. Die Breite des Bachs schwankt merklich, die Fließgeschwindigkeit ebenfalls, teils sind Wurzeln von Uferbäumen freigespült, auf dem Grund liegen Sand und Erde.
Auf dem letzten Laufdrittel durchquert der Bach zunächst meist offen und geradlinig, aber oft unter Bäumen ein neueres Siedlungsgebiet von Oberweissach. Am Ende des bebauten Bereich zur unbebauten Weißachaue fließt zuletzt von Osten her auf etwa 275 m ü. NHN der Däfernbach zu. Dieser mündete zumindest noch am Anfang des 20. Jahrhunderts weiter aufwärts in den anderen Weißach-Oberlauf, wird aber inzwischen neben diesem begradigt zum Brucher Bach geführt. Er ist Teil des mit 5,3 km längsten Gewässerstrangs im System des Brucher Bachs, trägt mehr als zur Hälfte zu dessen Einzugsgebiet bei und entsteht auf etwa 500 m ü. NHN. 
Etwa hundert Meter weiter fließt der Brucher Bach auf 273,1 m ü. NHN mit dem Glaitenbach zusammen, etwa 12 Höhenmeter unterhalb seines Ursprungs und nach 1,1 km langem Lauf mit mittlerem Sohlgefälle von etwa 11 ‰.
| Strang                                                           | Länge km | Ursprung Ort   | m ü. NHN | Mittleres Sohlgefälle ‰ |
| ---------------------------------------------------------------- | -------- | -------------- | -------- | ----------------------- |
| Brucher Bach Namensabschnitt                                     | 1,1      | in Bruch       | 285      | 11                      |
| Klingebach → Bubwiesenbach → Brucher Bach                        | 4,1      | bei Lutzenberg | 475      | 49                      |
| (Bach vom Hahnenhof) → Langwiesenbach (Unterlauf) → Brucher Bach | 2,9      | beim Hahnenhof | 460      | 65                      |
| Däfernbach → Brucher Bach (Unterlauf)                            | 5,3      | nahe Althütte  | 500      | 43                      |

### Einzugsgebiet
Das Einzugsgebiet des Brucher Bachs ist 8,9 km² groß, davon entfallen ca. 2,1 km² auf das seines rechten Oberlaufs Bubwiesenbach, ca. 1,0 km² aus das seines linken Oberlaufs Langwiesenbach und ca. 4,9 km² auf das seines großen Unterlaufzuflusses Däfernbach.
Der Brucher Bach verläuft auf ganzer Länge in der Äußeren Backnanger Bucht, einem Teil des Unterraums Backnanger Bucht des Neckarbeckens, doch der etwas größere Anteil am Rand im Bogen von Nordnordosten bis Südwesten gehört zu zwei anderen benachbarten Naturräumen, im Osten und überwiegend zum Murrhardter Wald im Unterraum Murrhardter Wald und Murrtal der Schwäbisch-Fränkischen Waldberge, im Südosten zu den Berglen des Naturraums Schurwald und Welzheimer Wald, in denen beiden die bedeutenderen Wasserläufe des Bachsystems beginnen. Dieser Teil ist in der Nähe der wenig profilierten Wasserscheide, deren  höchster Punkt auf 524,3 m ü. NHN am Wasserreservoir von Waldenweiler liegt, meist offen und in schmalem Streifen von Grünland bedeckt, darunter an den steilen Berghängen steht Wald. In der tieferen Beckenlandschaft dagegen mischen sich Grünland und weitflächige Streuobstwiesen mit einigen Äckern.
Das Einzugsgebiet verteilt sich auf die Gemeinde Althütte mit den Hochflächen und oberen Berghängen, die Gemeinde Auenwald mit dem größten Anteil im Norden und die Gemeinde Weissach im Tal mit der geringsten im Westen. Orte im Weissacher Gebiet sind das Dorf Bruch um den Ursprung des Brucher Baches, der Kammerhof auf der Wasserscheide zum Däfernbach und ein Sektor des Mündungsdorfes Oberweissach. Im Auenwalder liegen der Weiler Däfern und weiter abwärts der Südrand des Weilers Hohnweiler beide am Däfernbach. Die Orte von Althütte stehen alle auf oder nahe der hohen Wasserscheide, der im Osten etwa die Trasse der L 1119, im Südosten die der L 1120 folgt. Dort liegen der Weiler Waldenweiler großteils, der Weiler Lutzenberg ganz innerhalb, der Weiler Kallenberg auf der Scheide sowie der nahe Hahnenhof etwas diesseits.
Reihum grenzen die Einzugsgebiete der folgenden Nachbargewässer an:
- Den angrenzenden Nordwesten und Norden entwässert deren rechter Oberlauf Glaitenbach zur Weißach, die über die Murr den Neckar speist;
- im Osten liegt Einzugsgebiet des Strümpfelbachs, der über die Wieslauf und dann die Rems oberhalb der Murr in den Neckar entwässert;
- im Südosten liegen die Quellgebiete der folgenden rechten Wieslauf-Zuflüsse Igelsbach, Bakernbach und Daukernbach;
- im Westsüdwesten entwässert der Gruppenbach wenig abwärts von deren Zusammenfluss in die Weißach.

### Zuflüsse und Seen
Hierarchische Liste einer Auswahl der Zuflüsse und  Seen und  Hochwasserrückhaltebecken von der Quelle zur Mündung. Gewässerlänge, Seefläche, Einzugsgebiet und Höhe nach den entsprechenden Layern auf der Onlinekarte der LUBW. Andere Quellen für die Angaben sind vermerkt.
Zusammenfluss des Brucher Bachs auf etwa 285 m ü. NHN gegen das untere Ortsende zu in Weissach im Tal-Bruch aus seinen beiden Oberläufen.
- Bubwiesenbach, rechter Oberlauf von Ostsüdosten, 1,9 km und ca. 2,1 km². Entsteht auf etwa 360 m ü. NHN im Wald am Gewann Ochsenhäule unter der Steige der K 1908 Bruch–Althütte-Lutzenberg am Zusammenfluss seiner beiden Oberläufe.
  - Klingebach, rechter Oberlauf von Osten, 1,1 km und ca. 0,4 km². Entsteht auf etwa 475 m ü. NHN am Westrand von Lutzenberg in seiner beginnenden Waldklinge.
  - Ochsenhäulegraben, linker Oberlauf von Südosten, 0,5 km und ca. 0,3 km². Entsteht auf etwa 450 m ü. NHN ca. 0,7 km ostnordöstlich der Ortsmitte von Althütte-Kallenberg am oberen Hangwaldrand.
  - (Waldhangbach aus dem Ochsenhäule), von links und Südsüdosten auf 345,2 m ü. NHN[LUBW 2] am unteren Waldrand zu den Geißwiesen, ca. 0,6 km[LUBW 8] und unter 0,4 km². Entsteht auf etwa 450 m ü. NHN fast am oberen Waldrand etwa 0,3 km nordöstlich der Ortsmitte von Kallenberg. Unbeständig.
- Langwiesenbach, linker Oberlauf von Südosten, 1,5 km und ca. 1,0 km². Entsteht auf etwa 425 m ü. NHN ca. 0,3 km nordöstlich von Althütte-Hahnenhof hoch am Brucher Berg nahe dem oberen Waldrand.
  - Langwiesenbach (anderer Oberlauf), von rechts und Südosten auf etwa 310 m ü. NHN weniger als 0,2 km vor dem Ortsrand von Bruch, ca. 0,7 km[LUBW 8] und unter 0,2 km². Entsteht auf etwa 368 m ü. NHN im Wald nahe dem anderen Lauf am mittleren Brucher Berg. Oberlauf im Wald unbeständig.
    -  am Südrand des Einzugsgebietes liegt auf etwa 485 m ü. NHN westlich von Kallenberg in einer aufgelassenen Sandgrube ein Teich neben einem Spielplatz, unter 0,1 ha.

  - (Bach vom Hahnenhof), von links und Süden auf etwa 300 m ü. NHN zwischen den ersten Häusern von Bruch, 1,3 km und ca. 0,4 km². Entspringt auf etwa 460 m ü. NHN einer Quelle beim Hahnenhof.
- Däfernbach, von rechts und Osten auf etwa 275 m ü. NHN am Ortsrand von Oberweissach zur unbebauten Weissachaue, 5,2 km und ca. 4,9 km². Entsteht auf etwa 500 m ü. NHN im Wald ca. 0,2 km nordwestlich der Sportplätze am Ortsrand von Althütte.
  - Rattenfeldbach, von rechts und Osten auf etwa 399 m ü. NHN ca. 1,1 km westnordwestlich der Ortsmitte von Althütte im Waldgewann Tänisklinge, 0,7 km und über 0,2 km². Entsteht auf etwa 485 m ü. NHN westlich des offenen Gewanns Rattenfeld am Randes des Gewanns Tänisklinge.
  - Tanisbach (!), von rechts und Ostnordosten auf etwa 358 m ü. NHN in der unteren Tänisklinge (!), 0,8 km und über 0,2 km². Entsteht auf etwa 495 m ü. NHN am Westrand des aufgelassenen Steinbruchs an der L 1119 Waldenweiler–Althütte.
  - Zehentbach, von rechts und Ostnordosten auf etwa 316 m ü. NHN an den Zehntwiesen etwa 0,3 km östlich des Ortsrandes von Däfern, 1,6 km und ca. 1,1 km². Entsteht auf etwa 480 m ü. NHN in einer sich durchs südliche Waldenweiler ziehenden Siedlungslücke.
    - Mooswiesenbach, von links und Osten auf etwa 357 m ü. NHN im unteren Teil des Waldgewanns Tänisklinge, 0,9 km und ca. 0,2 km². Entsteht auf etwa 492 m ü. NHN am Begann seine Waldkerbe etwas nördlich der Waldenweiler Siedlungsgruppe um die Straße Im Malerwinkel.

  - Raisbach, von rechts und Nordosten auf etwa 299 m ü. NHN in Däfern, 0,8 km und ca. 0,5 km². Entspringt auf etwa 378 m ü. NHN einer Quelle am westlichen Raisberg.

Zusammenfluss des Brucher Bachs von links und zuletzt Ostsüdosten auf 273,1 m ü. NHN bei Weissach-Oberweissach mit dem rechten Glaitenbach zur Weißach. Der Brucher Bach ist selbst nur 1,1 km lang, auf seinem längeren rechten Oberlaufstrang Klingebach → Bubwiesenbach → Brucher Bach dagegen 4,1 km und hat ein 8,9 km² großes Einzugsgebiet. Der längste Strang im Bachsystem umfasst den Unterlaufzufluss Däfernbach des Brucher Bach und dessen kurzes Reststücks und erreicht eine Länge von 5,3 km

## Geologie
Die höchste im Einzugsgebiet auftretende Schicht ist der Stubensandstein (Löwenstein-Formation) und liegt auf der die viel tiefere Beckenlandschaft umringenden Berghochebene des Murrhardter Waldes und der Berglen. In ihm entstehen die meisten der oberen Zuflüsse. Am Hang darunter streichen in schneller Folge die Oberen Bunten Mergel (Mainhardt-Formation), der Kieselsandstein (Hassberge-Formation), die Unteren Bunten Mergel (Steigerwald-Formation) und der Schilfsandstein (Stuttgart-Formation) aus, in welche die Oberläufe der Bäche teils steile Klingen eingeschnitten haben. Schon gegen deren Ende haben sich die Bäche dann bis in den Gipskeuper (Grabfeld-Formation) eingetieft, der im tieferen Teil des Einzugsgebiets überall im Untergrund liegt.
An den steilen Hängen gibt es abgerutschte Schollen, Hangschutt und an wenigstens einer Stelle auch eine Blockhalde. Im unteren Einzugsgebiet sind die talbegleitenden Hügel im Gipskeuper an einigen Stellen mit  Lösssediment aus dem Quartär überlagert, teils in Gestalt von lössführenden Fließerden. Nahe bei Oberweissach gibt es auch den Rest einer alten Schuttdecke. In den Talgründen liegen um die größeren Bachläufe schon bald Schwemmlandbänder, sie bestehen im Falle des Däfernbachs schon vor Däfern und im Falle des Brucher Bach selbst von seinem Anfang in Bruch an aus Auenlehm.
Zwei Störungslinien verlaufen im Einzugsgebiet. Eine beginnt westlich von Waldenweiler auf dem Raisberg an der nördliche Wasserscheide und zieht dann südsüdwest- bis südwestwärts über den unteren Zehentbach, den oberen Däfernbach, die Spitze des Bergsporns westlich von Lutzenberg, zuletzt den oberen Bubwiesenbachs zum Brucher Berg; ihre Hochscholle liegt talabwärts. Die andere setzt an ihr am Bubwiesenbach an, streicht durchweg im Gipskeuper etwa nordwestwärts und verläuft anfangs nahe der Talachse dieses Baches.
Es gibt drei ausgewiesene Geotope im Einzugsgebiet. Im heute anders genutzten Steinbruch südlich von Waldenweiler an der Straße nach Althütte schließt die Abbauwand den oberen Stubensandstein auf. In einer linken Seitenklinge des oberen Däfernbaches nördlich von Lutzenberg hat der durchfließende Seitenast im Gipskeuper bis zu meterhohe Kalksinterpolster abgelagert. Darüber am Hang liegt eine pleistozän entstandene Blockhalde aus großen Kieselsandsteinbrocken unterhalb der Schichthöhe der Herkunftsschicht.
Sinterkalk hat auch der Däfernnach-Zufluss Raisbach an seiner Quelle nordöstlich von Däfern abgesetzt.

## Schutzgebiete
Wasserschutzgebiete gibt es um den Sinterkalkbach nördlich von Lutzenberg, zwischen den beiden Oberläufen Klingebach und  Ochsenhäulegraben des Bubwiesenbachs sowie am Brucher Berg um den Hahnenhof und das Quellgebiet des Langwiesenbachs.
Als Naturdenkmäler sind ausgewiesen der ehemalige Steinbruch südlich von Waldenweiler, eine teils feuchte Streuwiese im Wald südwestlich des Ortes am rechten Oberhang des Tanisbachs, der versinterte Nebenbach des Däfernbachs nördlich von Lutzenberg, die Blockhalde darüber sowie südsüdwestlich von Bruch in einem Streuostwiesengelände die klingenartige obere Talmulde eines unbeständigen Zuflusses des Brucher Bachs.
Die Höhen um das Talbecken liegen zum Teil im Landschaftsschutzgebiet Murrhardter Wald oder im Landschaftsschutzgebiet Südliches Weissacher Tal und Berglen, das auch die Hänge umfasst und weiter bis nahe an die Talorte Bruch und Däfern heranreicht.
Das gesamte Einzugsgebiet gehört zum Naturpark Schwäbisch-Fränkischer Wald.

## Tourismus und Sehenswürdigkeit
Der Georg-Fahrbach-Weg auf seiner Etappe zwischen Murrhardt und Rudersberg läuft zwischen Waldenweiler und Althütte etwas diesseits der Wasserscheide südwärts, von dort an dann etwas jenseits der südwestlichen Wasserscheide.
Von ihm gehen zwei niedrigerrangige Wanderwege ebenfalls des Schwäbischen Albvereins ab, bei Waldenweiler ein mit blauem Kreuz markierter, der nahe der nördlichen Wasserscheide verläuft, sowie nahe bei Lutzenberg ein mit rotem Kreuz markierter, der die Täler von Klingebach, Bubwiesenbach und Brucher Bach hinab zum Mündungsort Oberweissach führt.
Nördlich von Lutzenberg steht im Wald am linken Hang des Däfernbaches das in die Hangböschung hineingebaute Pumpenhäuschen einer Lambachpumpe, die bis kurz nach der Mitte des 20. Jahrhunderts drei Jahrzehnte lang die Wasserversorgung für Lutzenbach sicherstellte. Die danach funktionslos gewordene Punpe wurde um das Jahr 2010 von Technikliebhabern restauriert und kann im Sommerhalbjahr zuweilen besichtigt werden.

### LUBW
Amtliche Online-Gewässerkarte mit passendem Ausschnitt und den hier benutzten Layern: Lauf und Einzugsgebiet des Brucher Bachs

Allgemeiner Einstieg ohne Voreinstellungen und Layer: Daten- und Kartendienst der Landesanstalt für Umwelt Baden-Württemberg (LUBW) (Hinweise)
1. 1 2  Höhe nach dem Höhenlinienbild auf dem Hintergrundlayer Topographische Karte.
2. 1 2 3 4  Höhe nach grauer Beschriftung auf dem Hintergrundlayer Topographische Karte.
3. 1 2 3 4  Länge nach dem Layer Gewässernetz (AWGN).
4. 1 2  Einzugsgebiet nach dem Layer Basiseinzugsgebiet (AWGN).
5. ↑  Natur teilweise nach dem Layer Geschützte Biotope.
6. ↑  Seefläche nach dem Layer Stehende Gewässer.
7. ↑  Einzugsgebiet abgemessen auf dem Hintergrundlayer Topographische Karte.
8. 1 2  Länge abgemessen auf dem Hintergrundlayer Topographische Karte.
9. ↑  Geotope nach dem einschlägigen Layer.
10. ↑  Sinterkalk an der Raisbachquelle nach dem Layer Geschützte Biotope.
11. ↑  Schutzgebiete nach den einschlägigen Layern.

### Andere Belege
1. ↑  Name Druckerbach nach:
  - Meßtischblatt 7023 Murrhardt von 1903  in der Deutschen Fotothek
2. ↑  Hansjörg Dongus: Geographische Landesaufnahme: Die naturräumlichen Einheiten auf Blatt 171 Göppingen. Bundesanstalt für Landeskunde, Bad Godesberg 1961. → Online-Karte (PDF; 4,3 MB)
3. ↑  Geologie nach den Layern zu Geologische Karte 1:50.000 auf: Mapserver des Landesamtes für Geologie, Rohstoffe und Bergbau (LGRB) (Hinweise)
4. ↑  Wasser ist das Element des Ebersbergers Hans Josef Janetzko, Artikel der Backnanger Kreiszeitung vom  6. Juli 2023, abgefragt am 14. Juli 2024.